# Mauro Seppia
Mauro Seppia (Laterina, 24 novembre 1940) è un politico e sindacalista italiano.

## Biografia
Impegnato fin da giovane nel sindacato, dal 1965 al 1969 è membro della segreteria provinciale della Camera del Lavoro CGIL di Arezzo.
Esponente del PSI, è candidato alla Camera dei Deputati alle elezioni del 1976, risultando il primo del non eletti: subentra poi a Montecitorio nel maggio 1978 dopo il decesso del collega Mario Ferri. Viene confermato deputato alle elezioni politiche del 1979, del 1983 e del 1987. Nella X legislatura è Presidente della 7ª Commissione Cultura della Camera dei deputati. Termina il proprio mandato parlamentare nel 1992.
A metà degli anni Novanta è presidente dell'ente previdenziale INPDAP.